# Praia do Zavial
Praia do Zavial
A Praia do Zavial situa-se a sul da aldeia de Raposeira, no município de Vila do Bispo, no Algarve, Portugal.
Fica numa pequena baía da costa sul do concelho, ladeada por rochas, a leste da vizinha Praia da Ingrina. Dispõe de alguns serviços de apoio aos banhistas.